# Operació de les Nacions Unides al Congo

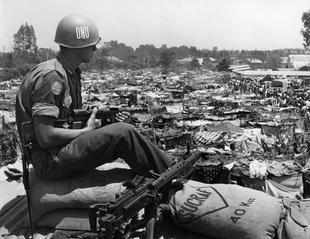
Soldat suec de l'ONUC al Congo

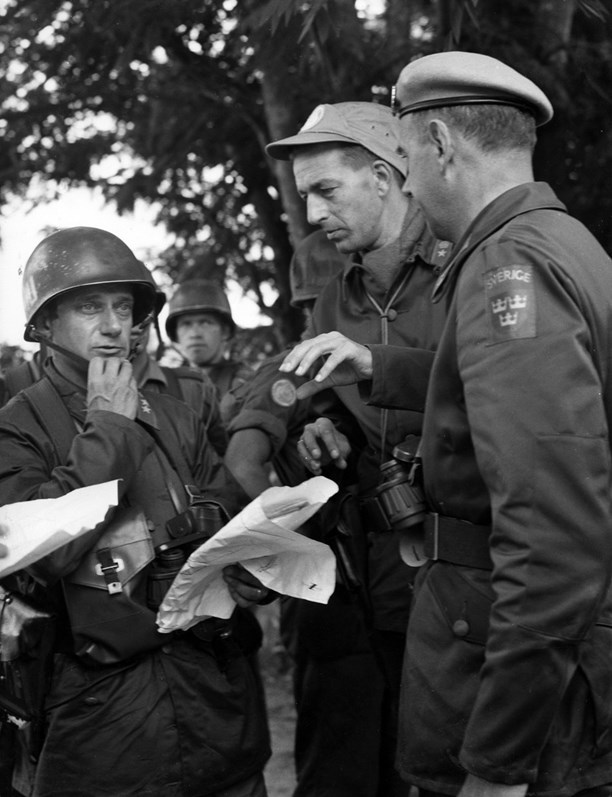
5 de gener de 1963 : les tropes sueques de l'ONUC preparen l'atac de Kamina a Katanga.

L'Operació de les Nacions Unides al Congo (UNOC o ONUC) va ser una força de les Nacions Unides per al manteniment de la pau a la República del Congo (Leopoldville) que es va establir després de la Resolució 143 del Consell de Seguretat de les Nacions Unides de 14 de juliol de 1960. La missió tenia com a objectiu ajudar a restablir l'estabilitat al Congo després de caure en conflictes i desordres després de la independència. El 1963 el nom es va canviar a Opération des Nations Unies au Congo, mantenint la mateixa abreviatura. L'ONUC va ser la primera missió de manteniment de la pau de l'ONU amb una força militar significativa. Va ser retirada el 1964.
Després de les accions del Consell de Seguretat, es va establir l'Organització de les Nacions Unides al Congo (ONUC). Per dur a terme aquestes tasques, el Secretari General va crear una Força de les Nacions Unides que en la seva màxima fortalesa comptava amb gairebé 20.000 efectius. La Força de l'ONU va estar al Congo entre 1960 i 1964 i va passar de ser una presència de manteniment de la pau a una força militar.
Els objectius principals de l' ONUC es van mantenir de la primera a la cinquena resolució. Va tenir el doble propòsit de retirar personal de les tropes belgues (més tard expandint-se a mercenaris i proporcionant ajuda militar per garantir l'estabilitat interna. Les successives resolucions del Consell de Seguretat afegides i elaborades sobre el mandat inicial, però, no van canviar fonamentalment els objectius de l'operació. Aquestes van ser especialment significatives perquè la invasió de Bèlgica va violar la regla de sobirania i el segon objectiu va ser evitar que el país es convertís en un estat client de la guerra freda.
Les primeres tropes van arribar a Congo el 15 de juliol de 1960, moltes aerotransportades per la Força Aèria dels Estats Units com a part de l'operació New Tape.
El primer ministre Patrice Lumumba, insatisfet amb la negativa de Dag Hammarskjöld d'utilitzar tropes de l'ONU per sotmetre la insurrecció a Katanga, va decidir intentar una invasió de Katanga pel seu compte i va tornar a la Unió Soviètica per obtenir ajuda. L'intent d'invasió mai no va arribar a Katanga, sinó que va provocar dissensió en el govern central, el col·lapse del govern central i, finalment, l'arrest de Lumumba al desembre i l'execució a Katanga al febrer de 1961. El Consell de Seguretat de les Nacions Unides només va autoritzar explícitament l'ús de la força per a la defensa pròpia.

## Comandants de la ONUC
- General Carl von Horn, Juliol 1960 – desembre 1960 (transferit de l'UNTSO)
- Tinent General Sean MacEoin, gener 1961 – març 1962[4]
- Tinent General Kebbede Guebre, abril 1962 – juliol 1963
- Major-General Christian Roy Kaldager, agost 1963 – desembre 1963
- Major-General Johnson Aguiyi-Ironsi, gener 1964 – juny 1964